# The Economy of Sound
The Economy of Sound är rockgruppen Seven Mary Threes femte album, utgivet 5 juni 2001.

## Låtförteckning
1. "Sleepwalking" – 2:48
2. "Wait" – 3:08
3. "Faster" – 3:22
4. "Summer is Over" – 2:56
5. "Honey" – 3:15
6. "Still I Find You" – 4:00
7. "Breakdown" – 2:34
8. "Man in Control?" – 4:11
9. "Zeroes & Ones" – 4:34
10. "First Time Believers" – 3:01
11. "Steal a Car" – 2:26
12. "Tug" – 4:06